# Cheadle Town FC
Cheadle Town FC (Cheadle Town Football Club) är en fotbollsklubb från Cheadle i Greater Manchester. Klubben grundades 1961 och gick med i North West Counties Football League 1983, där den nu spelar i division två. Klubbens hemmaarena är Park Road Stadium.